# 1852年のスポーツ
1852年のスポーツ（1852ねんのスポーツ）では、1852年のスポーツ関連の出来事についてまとめる。
- 年度別スポーツ記事一覧

## 総合競技大会
- コッツウォルドオリンピック消滅

## 競馬

### イギリス
クラシック
- 2000ギニー - ストックウェル
- 1000ギニー - ケイト
- エプソムダービー - ダニエルオルーク
- エプソムオークス - ソングストレス
- セントレジャーステークス - ストックウェル

その他主要レース
- アスコットゴールドカップ - ジョーミラー
- グランドナショナル - ミスモゥブレィ

### フランス
- ジョッケクルブ賞 - ポルトス

## ボート
- オックスフォード・ケンブリッジ大学対抗レガッタ優勝：オックスフォード大学

- 8月3日 - ハーバード・エール両大学間の最初の大学対抗2マイルボートレース開催

## 誕生
- 1月29日（嘉永5年1月9日） - 坪井玄道（千葉県、体育学者、+1922年）

## 死去
- 1月20日（嘉永4年12月29日） - 阿武松緑之助（石川県、相撲、*1794年）